# Jo Paerl
Jo Paerl, officieel Joseph Paërl, maar ook wel J.L. Paerl (Amsterdam, 11 mei 1891 – aldaar, 7 mei 1964) was een Nederlands filmdistributeur, maar vooral liedjesschrijver voor zijn dochter Jetty Paerl.
Hij was zoon van diamantbewerker Lion Barend Paërl en Naatje Son. Hij trouwde met Rosa Wijnberg (1887-1975).
Hij was vanaf 1916 jarenlang directeur van Universal Film Agency. Deze firma importeerde films uit het buitenland om ze in Nederland te tonen. Hij introduceerde daarmee bijvoorbeeld de Franse komiek Fernandel, die (op scherm) weer sterren meebracht zoals Marta Eggerth, William Dieterle en Beniamino Gigli. Hij was vermoedelijk ook de eerste die een van de eerste geluidsfilms de bioscopen in kreeg: Dich hab' ich geliebt met Mady Christians en Hans Stüwe. Bekend was ook zijn serie operettefilms (jaren dertig). Hij haalde rond 1933 filmproducent Rudolf Meijer naar Nederland; hij voorzag een voor Joden ongezond klimaat in Nazi-Duitsland. Zelf moest Paerl met zijn gezin tijdens Tweede Wereldoorlog uitwijken naar Engeland waar hij teksten begon te schrijven met nieuwe of op oude muziek, die zijn dochter, al dan niet onder de noemer Cabaret De Watergeus voor Radio Oranje zong. Na de oorlog hervatte hij zijn bedrijf.
In 1962 werd hij tot erelid benoemd van de in 1921 opgerichte Nederlandse Bioscoopbond. De benoeming had hij te danken aan allerlei functies binnen die bond, onder meer binnen Bedrijfsafdeling Filmverhuurders (tot vicevoorzitter), Commissie Nieuwe Zaken en Bedrijfscommissie van het Film- en Bioscoopbedrijf. Hij zat ook diverse jaren in de Commissie van Geschillen en Raad van Beroep van de bond.
Zijn overlijden was landelijk nieuws. Hij werd gecremeerd op Westerveld.